# Controversy (album)
Controversy – czwarty studyjny album amerykańskiego muzyka Prince’a. Został wydany 14 października 1981 roku nakładem wytwórni Warner Bros. Records. Album otrzymał gorsze recenzje od poprzednika. W Stanach Zjednoczonych Controversy zdobył status Platynowej Płyty.

## Lista utworów
Wszystkie utwory napisane przez Prince’a, wyjątki w nawiasie.
1. Controversy – 7:15
2. Sexuality – 4:21
3. Do Me, Baby – 7:43 (André Cymone)
4. Private Joy – 4:29
5. Ronnie, Talk to Russia – 1:58
6. Let's Work – 3:54
7. Annie Christian – 4:22
8. Jack U Off – 3:09